# Ceromya helvola
Ceromya helvola là một loài ruồi trong họ Tachinidae.